# Vincent Libert
Vincent Libert was een Belgisch schutter.

## Levensloop
Libert nam deel aan de Olympische Zomerspelen van 1920 te Antwerpen. Met het Belgisch team (voorts bestaande uit Paul Van Asbroeck, Joseph Janssens, Louis Ryskens en Conrad Adriaenssens) werd hij in het onderdeel 'militair geweer, 300 meter staand' twaalfde. In het onderdeel 'militair geweer, 300 meter liggend' werd hij met de nationale equipe (dezelfde samenstelling) veertiende.